# Episodi di Osmosis
La prima stagione della serie televisiva Osmosis, composta da otto episodi, è stata distribuita su Netflix il 29 marzo 2019, in tutti i paesi in cui è disponibile.
| nº | Titolo originale | Titolo italiano | Pubblicazione |
| -- | ---------------- | --------------- | ------------- |
| 1  | The Test         | Il test         | 29 marzo 2019 |
| 2  | Soulmate         | Anima gemella   | 29 marzo 2019 |
| 3  | Troubles         | Guai            | 29 marzo 2019 |
| 4  | Crisis           | Crisi           | 29 marzo 2019 |
| 5  | Betrayal         | Tradimento      | 29 marzo 2019 |
| 6  | Separation       | Separazione     | 29 marzo 2019 |
| 7  | Redemption       | Redenzione      | 29 marzo 2019 |
| 8  | Rebirth          | Rinascita       | 29 marzo 2019 |

## Il test
- Titolo originale: The Test
- Diretto da: Julius Berg e Thomas Vincent
- Scritto da: Audrey Fouché, Louis Chiche, William Chiche e Gabriel Chiche

### Trama
Mentre Paul e Esther Vanhove, fratello e sorella, reclutano dei giovani per testare un innovativo impianto per l'anima gemella, gli investitori danno una notizia bomba.

## Anima gemella
- Titolo originale: Soulmate
- Diretto da: Thomas Vincent
- Scritto da: Audrey Fouché, José Caltagirone, Louis Chiche, William Chiche e Gabriel Chiche

### Trama
I tester si avventurano a conoscere la loro anima gemella. Intanto Paul soffre per Joséphine ed Esther prende una misura estrema per aiutare la madre.

## Guai
- Titolo originale: Troubles
- Diretto da: Pierre Aknine
- Scritto da: Audrey Fouché, Louis Chiche, William Chiche, Gabriel Chiche e Thomas Finkielkraut

### Trama
Esther trova un indizio a proposito di cosa è successo a Joséphine e teme che in azienda ci sia una talpa. Billie chiede a Niels di prendersi una pausa con Claire.

## Crisi
- Titolo originale: Crisis
- Diretto da: Pierre Aknine
- Scritto da: Audrey Fouché, Louis Chiche, William Chiche e Gabriel Chiche

### Trama
Esther vuole aiutare Paul ad avere un incontro virtuale con Joséphine. Niels scopre che il suo posto nella sperimentazione è in pericolo. Ana ripensa alla sua missione.

## Tradimento
- Titolo originale: Betrayal
- Diretto da: Mona Achache
- Scritto da: Audrey Fouché, Olivier Fox, Louis Chiche, William Chiche e Gabriel Chiche

### Trama
Paul scopre la verità sulla scomparsa di Joséphine. Niels si rivolge a una clinica e le allucinazioni dei tester prendono una piega inquietante.

## Separazione
- Titolo originale: Separation
- Diretto da: Mona Achache
- Scritto da: Audrey Fouché, Olivier Fox, Louis Chiche, William Chiche e Gabriel Chiche

### Trama
Per attivare la memoria della madre, Esther torna nella loro vecchia abitazione e scopre uno scioccante segreto di famiglia. Niels riceve una visita inaspettata.

## Redenzione
- Titolo originale: Redemption
- Diretto da: Pierre Aknine
- Scritto da: Audrey Fouché, Olivier Fox, Louis Chiche, William Chiche e Gabriel Chiche

### Trama
Esther e Lucas cercano di affrontare la loro nuova situazione, mentre Billie aiuta Ana a superare una crisi e Martin incomincia a comportarsi in modo strano.

## Rinascita
- Titolo originale: Rebirth
- Diretto da: Pierre Aknine
- Scritto da: Audrey Fouché, Olivier Fox, Louis Chiche, William Chiche e Gabriel Chiche

### Trama
La vita dei tester è in pericolo ed Esther prende una decisione drastica per far ripartire Martin. Intanto, Paul e l'azienda si preparano per il lancio.